# Embaixada do Seri Lanca em Brasília
A Embaixada do Sri Lanka  em Brasília é a principal missão diplomática cingalesa no Brasil. Ambos os países estabeleceram Relações diplomáticas em 1960. A embaixada brasileira em Colombo esteve em atividade no período de 1961 a 1967, sendo retomada em 2008. Em Brasília, o Sri Lanka inaugurou sua embaixada em 2001.